# Междуличностни отношения
Междуличностните отношения представляват общуване, приятелство, другарство, близост, връзка между двама или повече души, които могат да варират от временни до продължителни. Тази близост и приятелство може да е основана и базирана на любов, солидарност и подкрепа, работа заедно и бизнес взаимоотношения, или друг тип социално обвързване. Междуличностните отношения са формирани в контекста на социални, културни и други влияния. Контекстът може да варира от семейство, роднински връзки, приятелство, брак, други емоционални и/или сексуални отношения, работа, обучение, клубове, съседство и групи или места за забавление, разпускане, също религиозни практики, йога и т.н. Междуличностните отношения са регулирани различно, от закона, от социалните норми и обичаи, от взаимни договорки и са основа на социалните групи и обществото като цяло.
- В Общомедия има медийни файлове относно Междуличностни отношения

|  | Тази страница частично или изцяло представлява превод на страницата Interpersonal relationship в Уикипедия на английски. Оригиналният текст, както и този превод, са защитени от Лиценза „Криейтив Комънс – Признание – Споделяне на споделеното“, а за съдържание, създадено преди юни 2009 година – от Лиценза за свободна документация на ГНУ. Прегледайте историята на редакциите на оригиналната страница, както и на преводната страница, за да видите списъка на съавторите. ВАЖНО: Този шаблон се отнася единствено до авторските права върху съдържанието на статията. Добавянето му не отменя изискването да се посочват конкретни източници на твърденията, които да бъдат благонадеждни. |